# Clear Lake (Prinzessin-Elisabeth-Land)
Der Clear Lake (englisch für Klarer See) ist ein See von 1 km Durchmesser an der Ingrid-Christensen-Küste des ostantarktischen Prinzessin-Elisabeth-Lands. Er liegt am westlichen Ende der Mule-Halbinsel in den Vestfoldbergen.
Entdeckt und fotografiert wurde er bei der Lars-Christensen-Expedition 1936/37. Weitere Luftaufnahmen entstanden bei der US-amerikanischen Operation Highjump (1946–1947) sowie bei Kampagnen der Australian National Antarctic Research Expeditions (ANARE) der Jahre 1956, 1957 und 1958. Eine ANARE-Mannschaft besuchte ihn 1958 von der Davis-Station aus. Das Antarctic Names Committee of Australia benannte den See nach seinem klaren Wasser.